# Rodolfo Neri Vela
Rodolfo Neri Vela (* 19. Februar 1952 in Chilpancingo, Mexiko) ist der erste und bislang einzige mexikanische Raumfahrer.
Der italienisch-spanischstämmige Neri Vela studierte an der staatlichen Universität Mexikos Maschinenbau sowie Elektrotechnik und erwarb 1975 das Bachelor-Diplom. Im Jahr darauf verlieh ihm die University of Essex einen Master in Fernmeldetechnik. Er forschte anschließend auf dem Gebiet der elektromagnetischen Strahlung und erhielt 1979 von der University of Birmingham eine Promotion.
Neri Vela war Nutzlastspezialist und nahm als solcher 1985 an der Space-Shuttle-Mission STS-61-B auf der Raumfähre Atlantis teil.